# Eilema flavociliata
Eilema flavociliata är en fjärilsart som beskrevs av Lederer 1853. Eilema flavociliata ingår i släktet Eilema och familjen björnspinnare. Inga underarter finns listade i Catalogue of Life.